# 13677 Alvin
13677 Alvin este un asteroid din centura principală de asteroizi.

## Descriere
13677 Alvin este un asteroid din centura principală de asteroizi. A fost descoperit pe 2 iulie 1997 la Kitt Peak National Observatory în cadrul proiectului Spacewatch. El prezintă o orbită caracterizată de o semiaxă mare de 3,14 ua, o excentricitate de 0,09 și o înclinație de 2,1° în raport cu ecliptica.